# Big Shale Hill
Big Shale Hill är en kulle i Kanada.   Den ligger i provinsen British Columbia, i den centrala delen av landet, 3 300 km väster om huvudstaden Ottawa. Toppen på Big Shale Hill är 2 282 meter över havet, eller 43 meter över den omgivande terrängen. Bredden vid basen är 0,54 km.
Terrängen runt Big Shale Hill är huvudsakligen kuperad. Trakten runt Big Shale Hill är nära nog obefolkad, med mindre än två invånare per kvadratkilometer.. Det finns inga samhällen i närheten. 
Trakten runt Big Shale Hill består i huvudsak av gräsmarker.